# چوب‌استخوانی
چوب‌استخوانی (نام علمی: Ostrya) نام یک سرده از تیره توسکایان است.